# آن مولر
آن مولر (بالإنجليزية: Anne Mueller)‏ هي موظفة مدنية بريطانية، ولدت في 15 أكتوبر 1930، وتوفيت في 8 يوليو 2000 بسبب مرض باركنسون.